# Novato
Novato és una població dels Estats Units a l'estat de Califòrnia. Segons el cens del 2010 tenia 54.000 habitants.

## Demografia
Segons el cens del 2000, Novato tenia 47.630 habitants, 18.524 habitatges, i 12.411 famílies. La densitat de població era de 663,9 habitants/km².
Dels 18.524 habitatges en un 32,1% hi vivien nens de menys de 18 anys, en un 52,7% hi vivien parelles casades, en un 10,3% dones solteres, i en un 33% no eren unitats familiars. En el 25,2% dels habitatges hi vivien persones soles el 9,3% de les quals corresponia a persones de 65 anys o més que vivien soles. El nombre mitjà de persones vivint en cada habitatge era de 2,52 i el nombre mitjà de persones que vivien en cada família era de 3,01.
Per edats la població es repartia de la següent manera: un 23,1% tenia menys de 18 anys, un 6,4% entre 18 i 24, un 29,9% entre 25 i 44, un 27,5% de 45 a 60 i un 13% 65 anys o més.
L'edat mitjana era de 40 anys. Per cada 100 dones de 18 o més anys hi havia 90,3 homes.
La renda mitjana per habitatge era de 63.453 $ i la renda mitjana per família de 74.434 $. Els homes tenien una renda mitjana de 55.822 $ mentre que les dones 40.287 $. La renda per capita de la població era de 32.402 $. Entorn del 3,1% de les famílies i el 5,6% de la població estaven per davall del llindar de pobresa.

## Poblacions més properes
El següent diagrama mostra les poblacions més properes.